# Дербянковые
Дербянковые (лат. Blechnaceae) — семейство папоротников порядка Многоножковые (Polypodiales).

## Роды
Семейство включает в себя 7 родов:
- Blechnum L. 1753 — Дербянка
- Brainea J.Sm. 1856
- Pteridoblechnum Hennipman 1966
- Sadleria Kaulf. 1824
- Salpichlaena J.Sm. 1841
- Stenochlaena J.Sm. 1841
- Woodwardia Sm. 1793

The Plant List (версия 1.1) включает в состав семейства 219 видов, входящих в 21 род.